# Arthur Hailey
Arthur Frederick Hailey (ur. 5 kwietnia 1920, zm. 24 listopada 2004 w Lyford Cay na Bahamach) – pisarz kanadyjski pochodzenia brytyjskiego.

## Życiorys
Urodził się w Luton (Bedfordshire, Anglia) i w okresie II wojny światowej służył w lotnictwie RAF. W 1947 przeniósł się do Kanady i zajął pracą pisarską. Był m.in. scenarzystą popularnego serialu CBS Flight Into Danger. W 1965 osiadł w USA (Kalifornia), ale już cztery lata później zamieszkał na Bahamach, aby uniknąć podwójnego, amerykańskiego i kanadyjskiego, opodatkowania.
W swoich powieściach umieszczał problemy i konflikty międzyludzkie w dokładnie opisanych światach różnych gałęzi życia i działalności człowieka, np. hotelarstwie, dziennikarstwie, polityce. Wiele z jego utworów figurowało na czołowym miejscu listy bestsellerów „New York Timesa”, były tłumaczone na 40 języków oraz wielokrotnie przenoszone na ekran kinowy i telewizyjny. Żona pisarza, Sheila Hailey, opublikowała wspomnienia I Married a Best-Seller (1978).
Najbardziej znanym jego dziełem jest napisana wspólnie z Johnem Castle powieść 714 wzywa pomocy, bardzo dobrze przyjęta przez czytelników i krytyków. Napisana na podstawie wcześniejszego o dwa lata scenariusza Flight Into Danger powieść oparta jest na motywie masowego zatrucia pokarmowego na pokładzie samolotu pasażerskiego, którego ofiarami padają m.in. obaj piloci, a stery samolotu z konieczności przejmuje pasażer, dawny lotnik wojskowy. Powieść zekranizował ponownie Bernard L. Kowalski w 1971 r. Będący podstawą powieści motyw potrzeby przejęcia sterów samolotu przez pasażera był potem wielokrotnie zapożyczany. Między innymi znana stała się parodia Czy leci z nami pilot? z 1980 r., a wcześniej, w 1962 r. film 713 prosi o pozwolenie na lądowanie nakręcił w ZSRR Grigorij Nikulin.
Niektóre powieści:
- 714 wzywa pomocy (Runway Zero-Eight, 1958)
- Ostateczna diagnoza (The Final Diagnosis, 1959)
- W wyższych sferach (In High Places, 1960)
- Hotel (Hotel, 1965)
- Port lotniczy (Airport, 1968)
- Auto Gang (Wheels, 1971)
- Bankierzy  (The Moneychangers, 1975)
- Przeciążenie  (Overload, 1979)
- Strong Medicine (1984)
- The Evening News (1990)
- Detektyw (Detective, 1997)